# Marcin Lipski
Marcin Lipski herbu Grabie (zm. 1782) – podstoli buski w latach 1766–1782, podstarości bełski w latach 1761–1773, pisarz grodzki żydaczowski w 1751 roku, miecznik buski w latach 1750–1766, starosta jabłonowskim w 1769 roku.
Jako sędzia kapturowy był elektorem Stanisława Augusta Poniatowskiego w 1764 roku z województwa bełskiego.